# Друге народження
«Друге народження» — радянський художній фільм 1980 року, знятий на Одеській кіностудії за мотивами роману Юрія Васильєва «Кар'єра Геннадія Русанова».

## Сюжет
Хороший хлопець із благополучної сім'ї Гена Русанов вчиться в інституті, любить дівчину і вже готовий одружитися. Наречена щаслива і теж чекає весілля. І раптом з Геною щось сталося. Він починає пити горілку і дуже швидко опускається на саме дно. Але за ним спостерігають хороші й чуйні люди. Вони не дадуть Гені остаточно загинути та допоможуть повернутися в русло чесного і здорового життя.

## У ролях
- Олег Вавилов — Гена Русанов
- Вадим Медведєв — Вікентій Олексійович Званцев, вітчим Гени Русанова
- Тетяна Конюхова — Марія Василівна, мати Гени Русанова
- Олена Максимова — Ганна Іванівна, домробітниця
- Олександра Яковлєва — Таня, наречена Гени Русанова
- Микола Рушковський — Дмитро Зотович Кедрін, друг покійного батька Русанова
- Надія Хіль — Оля Баринова
- Микола Гринько — Олександр Сергійович Бородін, хірург, депутат обласної ради
- Юрій Мажуга — Сергій Сергійович Самохін, слідчий
- Валерій Шушкевич — «Рябий», товариш по чарці Русанова
- Яків Глейзер — «Японець», товариш по чарці Русанова
- Юрій Ступаков — Карєв, редактор, випадковий співрозмовник Русанова
- Олександра Турган — Маша Стогова, кореспондентка районної газети
- Володимир Наумцев — Герасим Княжанський, начальник копальні
- Віктор Ізмайлов — Семен Бурганов, монтажник
- Юрій Кузьменко — Віктор Шувалов, шофер
- Сергій Присєлков — Дьомін, шофер
- Володимир Волков — Володя Огурцов, шофер
- Леонід Яновський — Іван Дронов, шофер
- Іван Матвєєв — старий, батько дочки, що потрапила в лікарню
- Тамара Алексєєва — епізод
- Олександр Безиментов — начальник відділу кадрів
- Віктор Козачук — епізод
- Віктор Бялецький — гість
- Тамара Мороз — епізод
- Валентина Губська — «Королева»
- Костянтин Сафроненко — епізод
- Нінель Жуковська — епізод
- Тетяна Нікітіна — Люся
- Галина Рогачова — співробітниця редакції
- Ігор Максимов — Коля
- Любов Ткаченко — чергова
- Валерій Бассель — офіціант
- Володимир Грицевський — Анатолій Іванович Биков, доктор
- Валентин Букін — Тимофій
- Володимир Кудревич — Никанор, пацієнт з приступом апендициту
- Володимир Васьковцев — Лев Васильович
- Наталія Маркіна — продавчиня Олена
- Олександр Кашперов — перехожий, схожий на «Рябого»
- Ростислав Шмирьов — начальник автоколони

## Знімальна група
- Режисер — Тимур Золоєв
- Сценаристи — Юрій Васильєв, Тимур Золоєв
- Оператор — Віктор Кабаченко
- Композитор — Валерій Зубков
- Художник — Володимир Єфімов